# 黃祥 (明朝)
黃祥（1442年—？），字驗和，河南汝寧府信陽州羅山縣人，軍籍，明朝政治人物。

## 生平
河南鄉試第四十八名舉人。成化十七年（1481年）中式辛丑科會試第一百二十六名，三甲第一百二十六名進士。弘治五年（1492年）六月由大理寺右評事升湖廣按察司僉事。

## 家族
曾祖黃友諒；祖父黃得茂；父黃信，縣主簿。母陳氏。慈侍下。